# Spongiola lohokii
Spongiola lohokii är en orkidéart som beskrevs av Jeffrey James Wood och Anthony L. Lamb. Spongiola lohokii ingår i släktet Spongiola och familjen orkidéer. Inga underarter finns listade i Catalogue of Life.